# My Kind of Lady
Singles de Supertramp
It's Raining Again
(1982) Cannonball
(1985)
My Kind of Lady est le deuxième single de l'album du groupe Supertramp, ...Famous Last Words..., paru en 1982. Les crédits d'écriture de la chanson sont attribués à Rick Davies et Roger Hodgson, membres du groupe, bien que, comme indiqué sur la pochette de l'album, il s'agisse d'une composition de Davies.

## Composition et réception
La chanson est une ballade d'amour à mi-tempo de style années 50, elle culmine à la 16e place au Billboard Adult Contemporary et à la 31e place au Billboard Hot 100. Les chants et les chœurs sont tous assurés par Davies, qui s'harmonise avec lui-même en passant de sa voix naturelle à une voix de fausset. Bien qu'il soit sorti en single, le morceau n'est pas joué en concert. La chanson est le dernier single du groupe avec Roger Hodgson qui poursuit ensuite une carrière solo.
Le magazine américain Cash Box a prédit que la chanson serait un succès sur la base de la « production minimale, le fausset caractéristique de Rick Davies et un solo de saxophone accrocheur ».

## Clip vidéo
Le clip vidéo est réalisé par Kenny Ortega en noir et blanc,. Le groupe joue le morceau dans une ambiance années 50. Pour ce faire, les membres du groupe ont rasé leurs barbes et moustaches et se sont coupés les cheveux courts.

## Liste des pistes

### 7" vinyl single
| 1. | My Kind of Lady | 4:12 |

| 1. | Know Who You Are | 4:58 |

## Classements
| Chart (1983)                    | Peak position |
| ------------------------------- | ------------- |
| German Singles Chart            | 74            |
| US Billboard Pop Singles        | 31            |
| US Billboard Adult Contemporary | 16            |

## Personnel
- Rick Davies – chant et chœurs, piano
- Roger Hodgson – guitare
- Dougie Thomson – guitare basse
- John Helliwell – saxophone baryton, saxophone alto, synthétiseurs
- Bob Siebenberg – batterie